# Hanumanasana

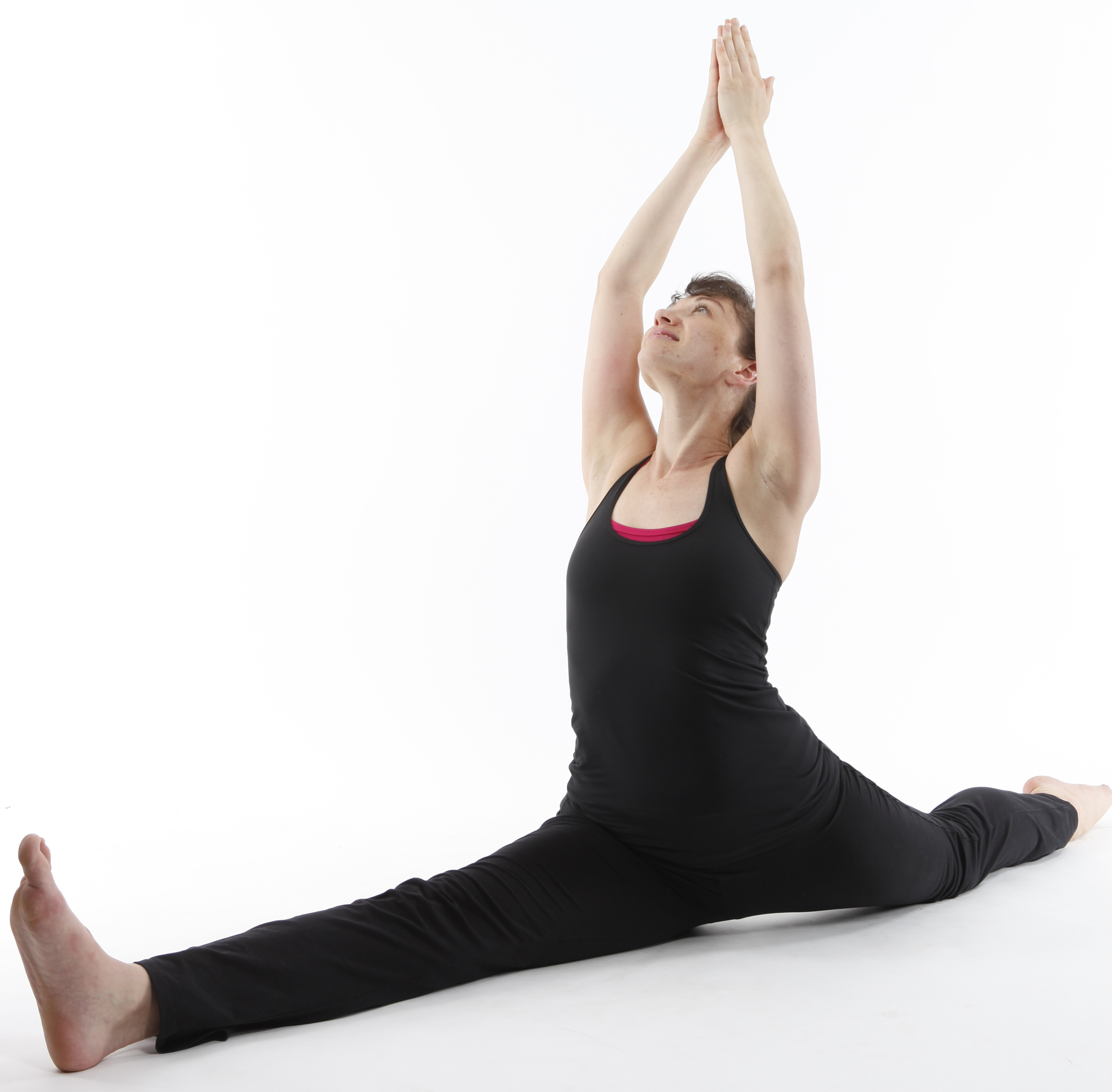
Hanumanasana

Hanumanasana (Sanskriet voor Hanumanhouding) is een houding of asana. Hanumanasana is een spagaathouding.
Hanuman is de hindoeïstische God van kracht, moed en devotie die heer Rama hielp bij de redding van zijn vrouw Sita uit de handen van Ravana, de koning van de Rakshasas. Met zijn geboorte verbrak de vloek die op zijn moeder Anjana rustte. Daarom wordt Hanuman ook wel Anjaneya genoemd, dat zoon van Anjana betekent. Een andere spagaathouding in yoga, de Anjaneyasana, is daarom ook naar Hanuman genoemd.
| Sanskriet | vertaling                          |
| Hanuman   | de God van kracht, moed en devotie |
| asana     | houding (letterlijk: 'zit')        |

## Beschrijving
Sta recht met de handen in de namasté. Breng langzaam het rechterbeen naar voren en het linkerbeen naar achteren. Glijd met beide langs de grond. Bedreven oefenaars kunnen glijden, zonder dat ze schokken en met de knieën buiten. Houd de rug en schouders recht en breng beide handen vanuit de namasté naar boven en strek de armen. Houd deze houding enkele in- en uitademingen vast.
Het zal duidelijk zijn dat niet iedereen lenig genoeg is om deze houding uit te voeren.